# Stage (David Bowie)
| Recensione                    | Giudizio |
| ----------------------------- | -------- |
| AllMusic                      | [ 1 ]    |
| Blender                       | [ 2 ]    |
| Christgau's Record Guide      | B+       |
| Encyclopedia of Popular Music | [ 4 ]    |
| NME                           | 8/10     |
| MusicHound                    | 3/5      |
| Pitchfork                     | 7.9/10   |
| The Rolling Stone Album Guide | [ 8 ]    |
| Select                        | 4/5      |
| Uncut                         | [ 10 ]   |

Stage è il secondo album live di David Bowie, pubblicato nel 1978 dalla RCA Records.

## Il disco
L'album è stato registrato nel corso di differenti concerti a Filadelfia, Providence e Boston; contiene tracce estratte dagli ultimi album di studio dell'epoca, quali Station to Station, Low e "Heroes", nonché cinque tracce da The Rise and Fall of Ziggy Stardust and the Spiders from Mars.

## Tracce
Stage è stato pubblicato per la prima volta nel 1978, in versione LP, dalla RCA Records.
L'album è stato successivamente pubblicato in versione CD in tre varianti differenti: la prima nel 1984 sempre dalla RCA Records, la seconda nel 1991 dalla Rykodisc/EMI (contenente una bonus track) e l'ultima nel 2005 dalla EMI/Virgin (contenente tre bonus track).
Tutte le canzoni sono state scritte da David Bowie, tranne quando indicato.

### Versione 1978 - RCA Records

#### Lato uno
1. Hang On to Yourself – 3:26
2. Ziggy Stardust – 3:32
3. Five Years – 3:58
4. Soul Love – 2:55
5. Star – 2:31

#### Lato due
1. Station to Station – 8:55
2. Fame (Bowie, Carlos Alomar, John Lennon) – 4:06
3. TVC 15 – 4:37

#### Lato tre
1. Warszawa (Bowie, Brian Eno) – 6:50
2. Speed of Life – 2:44
3. Art Decade – 3:10
4. Sense of Doubt – 3:13
5. Breaking Glass (Bowie, Dennis Davis, George Murray) – 3:28

#### Lato quattro
1. "Heroes" (Bowie, Brian Eno) – 6:19
2. What in the World – 4:24
3. Blackout – 4:01
4. Beauty and the Beast – 5:08

### Versione 1984 - RCA Records
1. Hang On to Yourself – 3:26
2. Ziggy Stardust – 3:32
3. Five Years – 3:58
4. Soul Love – 2:55
5. Star – 2:31
6. Station to Station – 8:55
7. Fame (Bowie, Carlos Alomar, John Lennon) – 4:06
8. TVC 15 – 4:37
9. Warszawa (Bowie, Brian Eno) – 6:50
10. Speed of Life – 2:44
11. Art Decade – 3:10
12. Sense of Doubt – 3:13
13. Breaking Glass (Bowie, Dennis Davis, George Murray) – 3:28
14. "Heroes" (Bowie, Brian Eno) – 6:19
15. What in the World – 4:24
16. Blackout – 4:01
17. Beauty and the Beast – 5:08

### Versione 1991 - Rykodisc/EMI
1. Hang On to Yourself – 3:26
2. Ziggy Stardust – 3:32
3. Five Years – 3:58
4. Soul Love – 2:55
5. Star – 2:31
6. Station to Station – 8:55
7. Fame (Bowie, Carlos Alomar, John Lennon) – 4:06
8. TVC 15 – 4:37
9. Warszawa (Bowie, Brian Eno) – 6:50
10. Speed of Life – 2:44
11. Art Decade – 3:10
12. Sense of Doubt – 3:13
13. Breaking Glass (Bowie, Dennis Davis, George Murray) – 3:28
14. "Heroes" (Bowie, Eno) – 6:19
15. What in the World – 4:24
16. Blackout – 4:01
17. Beauty and the Beast – 5:08
18. Alabama Song (Bertolt Brecht, Kurt Weill) – 4:00 bonus track

### Versione 2005 - EMI/Virgin

#### Disco uno
1. Warszawa (Bowie, Eno) – 6:50
2. "Heroes" (Bowie, Eno) – 6:19
3. What in the World – 4:24
4. Be My Wife – 2:35 bonus track
5. Blackout – 4:01
6. Sense of Doubt – 3:13
7. Speed of Life – 3:44
8. Breaking Glass (Bowie, Davis, Murray) – 3:28
9. Beauty and the Beast – 5:08
10. Fame (Bowie, Lennon, Alomar) – 4:06

#### Disco due
1. Five Years – 3:58
2. Soul Love – 2:55
3. Star – 2:31
4. Hang On to Yourself – 3:26
5. Ziggy Stardust – 3:32
6. Art Decade (Bowie, Eno) – 3:10
7. Alabama Song (Brecht, Weill) – 4:00 bonus track
8. Station to Station – 8:55
9. Stay – 7:17 bonus track
10. TVC 15 – 4:37

## Formazione
- David Bowie – Voce, Tastiere
- Carlos Alomar – Chitarra ritmica, Voce
- George Murray – Basso, Voce
- Dennis Davis – batteria, Percussioni
- Adrian Belew – Chitarra, Voce